# Szent Mihály és Gábriel arkangyalok katedrális (Szatmárnémeti)
A szatmárnémeti Szent Mihály és Gábriel arkangyalok katedrális műemlékké nyilvánított épület Romániában, Szatmár megyében. A romániai műemlékek jegyzékében az SM-II-m-B-05202 sorszámon szerepel.